# John Berry (musicien)
Pour les articles homonymes, voir Berry (homonymie) et John Berry (homonymie).
John Berry (né le 31 mai 1963 et mort le 19 mai 2016) est un musicien de punk hardcore américain. Il est l'un des membres fondateurs des Beastie Boys, bien qu'il ait quitté le groupe en 1982 avant qu'ils n'obtiennent un succès commercial .
On attribue à Berry la conception du nom du groupe, Beastie Boys, lorsque les membres étaient adolescents,.

## Biographie
Berry est né à New York (État de New York) le 31 mai 1963. Après avoir déménagé à New York pendant son adolescence avec son père, Berry a fréquenté la Walden School de Manhattan. C'est à l'école Walden qu'il a rencontré Michael Diamond et les deux étaient membres fondateurs des Young Aborigines, plus tard connus sous le nom de Beastie Boys. Les deux autres membres fondateurs sont Adam Yauch et Kate Schellenbach.
Les Beastie Boys étaient au départ un groupe de punk hardcore. Formé à une époque où la scène punk new-yorkaise assistait à un changement, et Berry était une partie importante de cette transition. Berry a joué de la guitare sur le premier album du groupe, un EP de sept pouces, Polly Wog Stew. Il a été le premier à quitter le groupe, suivi plus tard par Schellenbach.
Leurs premiers spectacles ont eu lieu au loft de Berry sur West 100th Street et à Broadway dans l'Upper West Side.
Il est décédé le 19 mai 2016 dans un hospice à Danvers au Massachusetts de démence frontotemporale.